# Salix luctuosa
Salix luctuosa är en videväxtart som beskrevs av H. Lév.. Salix luctuosa ingår i släktet viden, och familjen videväxter. Inga underarter finns listade i Catalogue of Life.